# استان بارانکا
استان بارانکا (به اسپانیایی: Provincia de Barranca) یک استان در پرو است که در منطقه لیما واقع شده‌است. استان بارانکا ۱٬۳۵۵٫۸۷ کیلومتر مربع مساحت و ۱۴۴٬۳۸۱ نفر جمعیت دارد.